# El peñón del Amaranto
El peñón del Amaranto (trad.: A Caneta de Amaranto)é uma telenovela mexicana-estadunidense exibida em 1993 pela Telemundo e Azteca 7. Foi protagonizada por Rossana San Juan e Marco Muñoz com atuação antagônica de Raúl Román.

## Elenco
- Marco Muñoz - Damián
- Rossana San Juan - Victoria
- Raúl Román - Armando
- Graciela Döring - Josefa
- Carlos Cardan - Flaco
- Fernando Borges - Celso
- Edith Kleiman - Porfiria
- Nubia Martí - Micaela
- Marcela de Galina - Angeles
- Claudio Obregón - Roque
- Carlos Andrade - Arturo
- Martha Aguirre - Sofia
- Javier Bayo - Remigio
- Martín Brek - Jarocho
- Alicia Brug - Superiora
- Lourdes Bustos - María
- Álvaro Carcaño - Nacho
- Nicolás Castro - Camilo
- Óscar Castañeda - Fermín
- Miguel Couturier - Frankie
- Eva Díaz - Natividad
- Cynthia Ele - Margarita
- Alejandro Gasque - Óscar
- Andrea Haro - Marcela
- Sergio López Castro - Emiliano
- Edmundo Mosqueira - Arsenio
- Brenda Oliver - Magnolia
- José Pereyra - Pascual
- Guillermo Quintanilla - Gerardo
- Fabio Ramírez - Benito
- Luis Rivera - Miguel
- Mario Valdés - Roberto
- Juan Viera - Robles
- Gerardo Vigil - Poncho
- Jacqueline Violante - Eulalia
- Dunia Zaldívar - Refugio